# Hiệp Thạnh (xã)
Hiệp Thạnh là một xã thuộc huyện Đức Trọng, tỉnh Lâm Đồng, Việt Nam.

## Địa lý
Xã Hiệp Thạnh có diện tích 29,41 km², dân số năm 2022 là 21.102 người, mật độ dân số đạt 717 người/km².

## Lịch sử
Ngày 18 tháng 6 năm 1999, Chính phủ ban hành Nghị định số 38/1999/NĐ-CP về việc thành lập xã Hiệp An trên cơ sở 5.400 ha diện tích tự nhiên và 6.100 nhân khẩu của xã Hiệp Thạnh.
Sau khi điều chỉnh địa giới hành chính, xã Hiệp Thạnh còn lại 3.690 ha diện tích tự nhiên và 10.525 nhân khẩu.